# 金景福
金景福（1932年6月18日—2003年6月26日），朝鲜族，吉林和龙人，中华人民共和国放射性地质学家，成都地质学院（今成都理工大学）教授、博士生导师，中国地质学会理事，国务院学位委员会第二届工学评议组成员，中国核学会理事，美国地球物理学会会员，中国放射性矿床地质勘探和放射性地球物理勘探专业重要创始人，为成都理工大学专业奠基“四大金刚”之一。:859-860

## 生平
1932年6月18日，金景福出生于今吉林省延边朝鲜族自治州和龙市，1948年留学朝鲜金日成大学地质系。1950年朝鲜战争爆发后，他加入中国人民志愿军抗美援朝，1951年回国，先后在北京大学和北京地质学院地质系继续学业，1956年北京地质学院研究生毕业。同年，中国因研制原子弹急需铀矿探采技术人才，在北京地质学院成立放射性物探系（为对外保密取名“三系”）。金景福任第三教研室主任、讲师。1964年，在中国首枚原子弹成功爆炸之前，金景福作为“三系”代表在中南海得到毛泽东和周恩来等国家领导人的接见。:4-5
1965年，为响应国家“三线建设，保密专业内迁”的号召，金景福率北京地质学院“三系”全体师生南迁至成都地质学院（今成都理工大学），并任成都地质学院“三系”主任。1978年和1981年，他先后晋升为副教授、教授、博士生导师。在他的领导下，成都地质学院“三系”在中国率先建立硕士和博士学位点。金景福同时也成为中国实行学位制以来的首批硕士生、博士生导师。此外，他还先后担任成都理工学院学术委员会副主任、主任，国务院学位委员会原子能科学与技术学科评议组成员，核工业学位委员会委员、地质矿产部学位委员会委员，成都市政协委员。:4-52003年6月26日逝世。

## 科研与教学
金景福是中国放射性矿床地质勘探和放射性地球物理勘探专业的重要创始人，在铀矿床成矿理论、成矿规律、时空分布、找矿理论与方法方面研究成果丰硕，先后承担了西北火山岩型铀矿、北京市铀钍矿、中国东南部铀矿、华南花岗岩型铀矿、中国铀矿床类型及其时空分布等数十项科研项目，主持撰写10余部科技成果论著，发表200余篇学术论文。此外，他还主编了包括中国首部《铀矿床学》教材在内的3部全国通用教材和7部校内教材。:5
在成都地质学院任教期间，金景福为中国培养出了众多地质学家，包括中国科学院地学部院士胡瑞忠，成都理工大学校长倪师军，成都理工大学应用技术学院院长何明友，美国印第安纳大学地质教授朱辰，中国海洋大学地质教授曹志敏，中国科学院地球化学研究所研究员陶琰，西南科技大学副校长、国务院特殊津贴专家庹先国等。:35-49

## 奖项与荣誉
- 1950年代，北京市科技一等奖和先进工作者[4]:9
- 1978年，核工业部二等奖[4]:21
- 1981年，国务院特殊津贴专家[2]
- 1982年，核工业部优秀科技奖[4]:21
- 1985年，四川省科技二等奖[4]:21
- 1998年，李四光地质科学奖[2]
- 2005年，“十五”期间为中国核工业培养和输送人才突出贡献奖[4]:34
- 2021年，荣登“中国铀业功勋榜”[2]

## 纪念
- 2006年，金教授弟子为缅怀金教授编辑出版了《金景福—中国放射性地质大师》一书。[3]
- 2007年，四川省核工业地质局为缅怀金景福，在成都理工大学设金景福奖学金。[6]